# Salade tunisienne
La salade tunisienne est une salade originaire de Tunisie et préparée à base d'oignons, poivrons, concombres et tomates. Les légumes sont coupés finement et assaisonnés de l'huile d'olive, citron, sel et poivre. Elle est garnie généralement d'œufs durs, d'olives et de thon à l'huile.
Elle se mange froide en entrée et peut aussi accompagner un poisson ou une viande grillée.